# Ханс Спеман
Ханс Спеман (Штутгарт, 27. јун 1869 — Фрајбург, 9. септембар 1941) био је немачки ембриолог и добитник Нобелове награде за физиологију или медицину за 1935. годину, за своје откриће учинка данас познатог као ембрионална индукција — интеракција међу скупинама ембрионалних ћелија што доводи до активирања одређених гена, чије активирање доводи до развоја одређених ткива и органа, тј. до специфичне морфогенезе и диференцијације ћелија.